# WISEA J181006.18−101000.5
Désignations
WISEA J181006.18−101000.5, abrégé en WISEA 1810−1010, est un objet substellaire de la constellation du Serpent, situé à environ 8,9 pc (∼29 al) de la Terre. Il se distingue du fait que son spectre particulier correspond à la fois aux objets de type L et de type T, probablement en raison de sa très faible métallicité. Avec WISEA 0414−5854, il s'agit d'une des deux premières sous-naines extrêmes (esd) de type spectral T décrites. Lodieu et al. désignent WISEA 1810-1010 comme une « naine à vapeur d'eau » en raison de son atmosphère dominée par l'hydrogène et la vapeur d'eau.

## Découverte
WISEA 1810−1010 est d'abord identifiée par le relevé NEOWISE portant sur les objets à grand mouvement propre en 2016. Son mouvement propre élevé n'a cependant pas pu être confirmé dans un premier temps en raison du grand nombre d'étoiles présentes en arrière-plan dans cette région située près du centre galactique. En 2020, l'objet est réexaminé à l'aide du logiciel WiseView par des chercheurs du projet Backyard Worlds, confirmant qu'il possède un mouvement propre significatif. De plus, l'objet est découvert de manière indépendante par le scientifique citoyen Arttu Sainio durant le projet Backyard Worlds.

## Observations
WISEA 1810−1010 est initialement observé par les chercheurs américains et canadiens du projet Backyard Worlds à l'aide des instruments Keck/NIRES et Palomar/TripleSpec. Puis il est observé par une équipe de chercheurs espagnols, anglais et polonais à l'aide des instruments NOT/ALFOSC, GTC et Calar Alto/Omega2000.
L'analyse du spectre obtenu par les observatoires Keck et Palomar a déterminé que WISEA 1810−1010 possède une absorption à 1,15 μm (bandes Y/J) plus marquée que la sous-naine extrême de type spectral L7 2MASS 0532+8246, mais la forme de la bande H est similaire à celle de cette sous-naine de type esdL7. Les spectres en bandes Y et J correspondent mieux aux spectres des sous-naines de type T précoce.

## Distance et propriétés physiques
La distance de WISEA 1810−1010 est initialement mal contrainte, et on la situe alors à 14 ou à 67 parsecs de la Terre, mais la combinaison de données nouvelles et anciennes a permis de mesurer la parallaxe de l'objet à 112,5 ± 8,1 mas, ce qui correspond à une distance de 8,9+0,7
 −0,6 pc (∼29 al).
WISEA 1810−1010 a une masse de 17+56
 −12 MJ, ce qui en fait soit une naine brune, soit une sous-naine brune, avec une température comprise entre 700 et 900 K. Cette température suggère un type spectral de esdT7±0,5 en se basant sur d'autres objets,. Elle pourrait avoir un type spectral encore plus tardif, car les sous-naines de type L sont généralement plus chaudes que les naines de cette classe spectrale.

## Atmosphère
Les seuls composés chimiques détectés dans l'atmosphère de WISEA 1810−1010 sont l'hydrogène ainsi qu'une forte absorption due à la vapeur d'eau. Cela est inhabituel car les naines T sont définies par la présence de méthane dans leur atmosphère et les naines L les plus chaudes sont en partie définies par la présence de monoxyde de carbone dans leur atmosphère. Ces deux molécules ne sont pas présentes sur WISEA 1810−1010. Leur absence peut être expliquée par une atmosphère pauvre en carbone et plus généralement en métaux. Alternativement, le spectre pourrait être expliqué par une atmosphère enrichie en oxygène.
Les modèles spectraux suggèrent une atmosphère très pauvre en métaux avec un indice de métallicité {\displaystyle [Fe/H]=-1,5\pm 0,5}.

## Type spectral
Schneider et al. ont remarqué que le spectre de WISEA 1810−1010 présente des similarités avec le spectre des naines de type L et de type T. Ils lui attribuent une classification tentative de esdT0,0±1,0 en raison de la faible température de surface estimée. La découverte par Lodieu et al. que le méthane n'est pas présent dans le spectre de l'infrarouge proche a soulevé la question de savoir si sa classification comme une naine T était possible. Le méthane est en effet une caractéristique diagnostique essentielle pour les naines T. Jun-Yan Zhang et al. ont noté que WISEA 1810−1010 ne peut pas non plus être classée comme une naine L en raison de plusieurs différences importantes avec les objets de ce type, telles que :
- Une couleur W1-W2 plus rouge ;
- L'absence d'hydrures (tel que FeH), qui deviennent pourtant plus proéminents chez les naine L à faible métallicité ;
- Les sous-naines de type L présentent une faible absorption due à l'eau, mais WISEA 1810−1010 en présente des absorptions très marquées.

Une observation par le James Webb Space Telescope de la bande de méthane et d'autres molécules dans l'infrarouge moyen de WISEA 1810−1010, ainsi que d'autres sous-naines extrêmes de type esdT, pourrait permettre de déterminer si ces objets peuvent être classés comme des naines T. Si ce n'est pas le cas, ils pourraient recevoir un nouveau type spectral. Jun-Yan Zhang et al. proposent ainsi d'utiliser les lettres H ou Z (en créant les « naines H » et les « naines Z »). De nouveaux objets de type esdT (ou des naines H/Z) pourraient être découverts à l'avenir grâce au télescope spatial Euclid et à l'observatoire Vera C. Rubin.